# سريتشكو كاتانيتش
سريتشكو كاتانيتش (بالسلوفينية: Srečko Katanec)‏، (ولد: 16 يوليو 1963 في ليوبليانا في يوغسلافيا - )؛ لاعب كرة قدم يوغسلافي سلوفيني سابق، ومدرب كرة قدم سلوفيني حالي. لعب مع منتخب يوغسلافيا لكرة القدم بين عامي 1983 و‌1990، وشارك معهم في 31 مباراة وسجل 5 أهداف، ولعب معهم منتخب سلوفينيا لكرة القدم في عام 1994، وشارك معهم في 5 مباريات وسجل هدف واحد.
درب منتخب سلوفينيا لكرة القدم بين عامي 1998 و‌2002، ودرب منذ عام 2006 منتخب مقدونيا لكرة القدم إلى 2009. ودرب منتخب الإمارات لكرة القدم من 2010 ثم أقيل في 2011 بسبب النتائج السيئة.

## مسيرته الكروية
لعب سريتشكو كاتانيتس خلال مسيرته الاحترافية مع 5 أندية في أربعة عشر موسمًا وسجل خلالها 36 هدفًا ضمن 271 مباراة. حيث فاز في موسم واحد بالكأس وفي موسمين بالدوري.
خاض سريتشكو كاتانيتس مسيرته مع نادي أولمبيا ليوبليانا في موسم 1980–81 ليلعب معه أربعة مواسم، مشاركًا في 81 مباراة سجل خلالها 10 أهداف. ثم انتقل إلى نادي دينامو زغرب في موسم 1984–85 ولمدة موسمين، حيث شارك في 21 مباراة سجل خلالها 3 أهداف. لينتقل بعدها إلى نادي بارتيزان في موسم 1986–87 ولمدة موسمين، مشاركًا في 56 مباراة سجل خلالها 10 أهداف. ثم انتقل إلى نادي شتوتغارت في موسم 1988–89 لمدة موسم واحد، مشاركًا في 26 مباراة سجل خلالها هدفًا واحدًا. هذا وانتقل لاحقًا إلى نادي سامبدوريا في موسم 1989–90 ليلعب معه خمسة مواسم، مشاركًا في 87 مباراة سجل خلالها 12 هدفًا.

## الإحصائيات التدريبية
آخر تحديث 24 يناير 2024.
| الفريق          | الجنسية                  | من                  | إلى                | السجل | السجل | السجل | السجل | السجل  |
| الفريق          | الجنسية                  | من                  | إلى                | م     | ف     | ت     | خ     | فوز %  |
| --------------- | ------------------------ | ------------------- | ------------------ | ----- | ----- | ----- | ----- | ------ |
| منتخب سلوفينيا  | سلوفينيا                 | 1تموز 1998          | 12 حزيران 2002     | 47    | 18    | 16    | 13    | 038٫30 |
| نادي أولمبياكوس | اليونان                  | 2 تشرين الثاني 2002 | 7 شباط 2003        | 12    | 7     | 4     | 1     | 058٫33 |
| منتخب مقدونيا   | مقدونيا الشمالية         | 17 شباط 2006        | 6 نيسان 2009       | 27    | 9     | 7     | 11    | 033٫33 |
| منتخب الإمارات  | الإمارات العربية المتحدة | 21 حزيران 2009      | 6 أيلول 2011       | 28    | 11    | 8     | 9     | 039٫29 |
| منتخب سلوفينيا  | سلوفينيا                 | 4كانون الثاني 2013  | 8 تشرين الأول 2017 | 42    | 16    | 7     | 19    | 038٫1  |
| منتخب العراق    | العراق                   | 3 أيلول 2018        | تموز 2021          | 38    | 20    | 13    | 5     | 052٫6  |
| منتخب أوزبكستان | أوزبكستان                | 28 أكتوبر 2021      | مستمر              | 31    | 19    | 6     | 6     | 061٫3  |
| المجموع         | المجموع                  | المجموع             | 245                | 113   | 63    | 69    | 046٫1 | —      |

## روابط خارجية
- سريتشكو كاتانيتس على موقع الاتحاد الدولي (مؤرشف)  (الإنجليزية)
- سريتشكو كاتانيتس على موقع الاتحاد الأوربي (الإنجليزية)
- سريتشكو كاتانيتس على موقع قاعدة بيانات كرة القدم.إي يو (الإنجليزية)
- سريتشكو كاتانيتس على موقع بيانات كرة القدم. دي إي (الألمانية)
- سريتشكو كاتانيتس على موقع ناشيونال فوتبول تيمز (الإنجليزية)
- سريتشكو كاتانيتس على موقع Soccerbase.com (مدرب) (الإنجليزية)
- سريتشكو كاتانيتس على موقع Soccerway.com (الإنجليزية)
- سريتشكو كاتانيتس على موقع عالم كرة القدم.نت (الإنجليزية)
- سريتشكو كاتانيتس على موقع أوليمبيديا (الإنجليزية)